# OP Андромеды
OP Андромеды (лат. OP Andromedae), HD 9746 — двойная звезда в созвездии Андромеды на расстоянии приблизительно 515 световых лет (около 158 парсеков) от Солнца. Видимая звёздная величина звезды — от +6,41 до +6,27m.

## Характеристики
Первый компонент — оранжевый гигант, эруптивная переменная звезда типа RS Гончих Псов (RS:) спектрального класса K1III: или K0. Масса — около 1,922 солнечной, радиус — около 25,26 солнечных, светимость — около 153,554 солнечных. Эффективная температура — около 4490 K.
Второй компонент — коричневый карлик. Масса — около 13,13 юпитерианских.
OP Андромеды — один из немногих гигантов, в спектре которых был обнаружен переизбыток 7Li. Механизм увеличения содержания лития в красных гигантах до сих пор неизвестен. Было предложена гипотеза, что эти звезды поглотили планеты в недавнем прошлом; но эта теория была отвергнута, поскольку существует переизбыток только одного изотопа лития.